# 唐光陵
光陵为唐十八陵之一，为唐穆宗李恒墓。位于渭南市蒲城县北10公里尧山。
长庆四年（824年）正月，唐穆宗驾崩，葬在光陵。因山为陵，陵区周围二十公里。四门各有石狮二对、石马一对、石人19尊、朱雀一只、翼马一对。《长安志》载陪葬墓2座，为恭僖皇后王氏（唐敬宗之母）、贞献皇后萧氏（唐文宗之母）之墓。唐武宗之母宣懿皇后韦氏的墓葬为唐福陵。现在陵区土冢50座，无从考定。